# A népirtás nyolc szakasza
1996-ban Gregory Stanton, a Genocide Watch elnöke bemutatott egy jelentést A népirtás nyolc szakasza címmel az Amerikai Egyesült Államok külügyminisztériumában. Ebben azt állította, hogy a népirtás nyolc lépésben alakul ki, amelyek „kiszámíthatóak, és nem elkerülhetetlenek”.
A Stanton-jelentést röviddel a ruandai népirtás után mutatták be a külügyminisztériumban, s nagyrészt ennek a népirtásnak az okait elemezte. Figyelembe véve az eredeti célközönséget, megelőző intézkedéseket javasolt, amelyeket az USA közvetlenül vagy kihasználva más kormányok fölötti befolyását hajthat végre.
| Szakasz           | Jellemzők | Megelőző intézkedések |
| ----------------- | --- | --- |
| 1. Osztályozás    | Emberek „mi és ők”-re vannak osztva.                                                                                            | A legfontosabb megelőző intézkedés ebben a korai szakaszban olyan egyetemes intézmények kialakítása, amelyek meghaladják a … megosztottságot. |
| 2. Jelképrendszer | A gyűlölettel kombinálva a szimbólumokat rákényszeríthetik a pária csoportokra akaratuk ellenére…                               | A szimbolizáció elleni küzdelem érdekében a gyűlölet szimbólumai jogilag lehetnek tiltottak, amint a gyűlöletbeszéd is. |
| 3. Dehumanizáció  | Egyik csoport tagadja egy másik csoport emberségét. Annak tagjait állatoknak, férgeknek, rovaroknak vagy betegségeknek tekinti. | Mind a helyi, mind a nemzetközi vezetőknek el kellene ítélniük a gyűlöletbeszédet, és kulturálisan elfogadhatatlanná kellene azt tenniük. A népirtást sürgető vezetőket ki kell tiltani a nemzetközi utazásból, és be kell fagyasztani külföldi pénzügyleteiket. |
| 4. Szervezet      | A népirtást mindig szervezett… különleges katonai egységek vagy képzett, fegyveres milíciák szervezik…                          | Az ENSZ-nek fegyverembargót kellene kényszerítenie azon kormányok és állampolgáraik számára, akik részt vesznek népirtásban, és bizottságokat kellene létrehoznia a jogsértések kivizsgálására                                                                   |
| 5. Polarizáció    | Gyűlöletcsoportok terjesztik a polarizált propagandát…                                                                          | A megelőzés védelmet jelenthet a mérsékelt vezetők számára, vagy az emberi jogi csoportoknak nyújtott segítség… A szélsőségesek puccsát a nemzetközi szankciókkal kellene ellensúlyozni.                                                                         |
| 6. Előkészítés    | Az áldozatokat az etnikai hovatartozásuk, vallásuk szerint azonosítják és elválasztják…                                         | Ebben a szakaszban népirtási vészhelyzetet kell nyilvánítani… |
| 7. Megsemmisítés  | Az „irtás” folyamata, ahol a gyilkosok nem hisznek az áldozatok teljes emberi mivoltában.                                       | Ebben a szakaszban csak a gyors és megsemmisítő fegyveres beavatkozás állíthatja meg a népirtást. Valódi biztonságos területeket vagy menekülési folyosókat kellene létrehozni komoly nemzetközi fegyveres védelemmel.                                           |
| 8. Tagadás        | Az elkövetők… tagadják, hogy bűncselekményt követtek el…                                                                        | A tagadásra adott válasz a nemzetközi bíróság vagy a nemzeti bíróságok büntetése. |

2012 áprilisában arról számoltak be, hogy Stanton hamarosan hivatalosan két új szakaszt ad hozzá az eredeti elméletéhez (a jelképrendszer és a dehumanizáció közé a diszkriminációt, az előkészítés és a megsemmisítés közé pedig az üldöz(tet)és elemét beszúrva), így az 10 fázisú genocídiumelmélet lenne.
A Social Science Research Council egyik tanulnányában így bírálta Dirk Moses a Stanton megközelítést: 

„Tekintettel a népirtás befejezésének meglehetősen gyenge adataira, fel kell tennünk a kérdést, hogy a „népirtás-tanulmányok” paradigma miért nem képes megjósolni és megakadályozni a genocídiumokat bármely pontossággal és megbízhatósággal. A „népirtás-tanulmányok” paradigmájának, amely jelenleg Észak-Amerikában áll, erősségei és korlátai vannak. Miközben az erkölcsi lelkesedés és a nyilvános aktivizmus csodálatra méltó és pozitív, a paradigma vaknak tűnik a saját következményeire a császári projektekben, amelyek maguk a probléma és a megoldás része is. Az amerikai kormány Darfurt népirtásnak nevezi, hogy megnyugtassa az otthoni lobbit, és mert az állítás nem kerül semmibe. Darfur véget ér, ha az megfelel a régióban tevékenykedő nagyhatalmaknak.”

– Dirk Moses

Más szerzők az olyan, a genocídiumot és az ehhez vezető pszichológiai és társadalmi folyamatokat előidéző strukturális viszonyokra összpontosítottak, amelyek a népirtás felé vezetnek. Helen Fein megmutatta, hogy a már jelen lévő antiszemitizmus és az antiszemita politikát fenntartó rendszerek között és különböző európai országokban meggyilkolt zsidók száma között összefüggés volt. 
Ervin Staub megmutatta, hogy a gazdasági romlás, a politikai zűrzavar, a szétzüllés, a növekvő diszkrimináció és az erőszak sokszor a népirtás és a tömeges gyilkosság kiindulópontja. Ezek ahhoz vezettek, hogy egy csoport és az általa terjesztett ideológiák a kiszemelt célcsoportot ellenséges bűnbaknak tekintették. Az áldozattá váló csoport leértékelésének története, a muúltbéli erőszak a csoport ellen ami elkövetővé vált vezetett a pszichológiai sebekhez, tekintélyelvű kultúrákhoz és politikai rendszerekhez, és a belső és külső szemlélők passzivitása mindegyike járult hozzá annak valószínűségéhez, hogy az erőszak népirtásba torkollott.
Az olyan csoportok közötti intenzív konfliktusok, amelyek megoldatlanok, fokozatosan makaccsá és erőszakossá válnak, és ezek szintén népirtáshoz vezethetnek. A népirtáshoz vezető feltételek iránymutatást nyújtanak a korai megelőzés lépéseihez: a leértékelődött csoport humanizálása; az olyan ideológiák létrehozása, amelyek minden csoportot magukba foglalnak és a kívülállók válaszait aktivizálják. Jelentős kutatások vannak arra vonatkozóan, hogy hogyan lehet ezt tenni, de az információ csak lassan válik cselekvéssé.
M. Hassan Kakar írta:

„Ahhoz, hogy a népirtás történjen, bizonyos előfeltételeknek meg kell lenniük. Legfontosabb köztük egy olyan nemzeti kultúra, amely nem értékeli nagyra az emberi életet. A totalitárius társadalom feltételezett felsőbbrendű ideológiájával szintén előfeltétele a népirtásnak. 
Továbbá a domináns társadalom tagjainak potenciális áldozataikat kevesebbnek kell tekinteniük, mint teljes mértékben emberi: „pogányok”, „vademberek”, „vad barbárok”, „hitetlenek”, „terméketlen degenerált”, „rituális törvényen kívüliek”, „faji alárendeltek” , „osztályellenségek”, „ellenforradalmárok” és így tovább. Önmagukban ezek a feltételek nem elegendőek az elkövetők számára a népirtás elkövetésére. Ehhez - azaz a népirtás elkövetéséhez - az elkövetőknek erős, központosított hatóságra és bürokratikus szervezetre, valamint kóros egyénekre és bűnözőkre van szükség. Szükség van továbbá az áldozatok elítélésére és dehumanizálására irányuló kampányra az elkövetők által, akik rendszerint új államok vagy új rendszerek, amelyek megpróbálnak megfelelni az új ideológiának és annak társadalmi modelljének. M. Hassan Kakar
”

## Fordítás
Ez a szócikk részben vagy egészben  az   Eight stages of genocide című angol Wikipédia-szócikk ezen változatának fordításán alapul.  Az eredeti cikk szerkesztőit annak laptörténete sorolja fel. Ez a jelzés csupán a megfogalmazás eredetét és a szerzői jogokat jelzi, nem szolgál a cikkben szereplő információk forrásmegjelöléseként.